# 대전차소총
대전차소총 또는 대전차총은 대구경 탄환으로 적군의 전차를 관통하여 파괴 및 무력화할 용도로 사용되었던 총기이다. 대물저격소총의 시초이며, 전차 장갑판의 발달로 더 이상 대전차 용도로 사용되는 총기는 존재하지 않는다.

## 같이 보기
- 저격소총